# FICON
FICON (Fibre Connection) — послідовний канал передачі даних, заснований на ANSI стандарті Fibre Channel, введеному міжнародним комітетом IT-стандартів INCITS. Вперше був використаний в генераціях G5, G6 серверів IBM S/390. FICON реалізує дуплексний режим, так що дані можуть передаватися по одному каналу в обох напрямках.
Стандарт Fibre Channel використовується для під'єднання до серверів периферійних пристроїв і зовнішньої пам'яті. У залежності від реалізації інтерфейс FICON забезпечує швидкість передачі від 1 до 4 Гбіт/с при максимальній довжині лінії від 9 до 100 км.
FICON використовується виключно в комп'ютерах, побудованих на архітектурі Z (IBM System z і сучасних нащадках System/360, 370, 390), відоміші як мейнфрейми.

## Термінологія FICON

### Вузол
Вузол (Node) — кінцева точка містить інформацію. Це може бути комп'ютер (хост), контролер або периферійний пристрій. У кожного вузла є унікальний 64-бітний ідентифікатор.

### Порт
Кожен вузол зобов'язаний мати хоча б один порт для з'єднання вузла з оптичним інтерфейсом. Далі будемо іменувати його N_Port (від Node Port). N_Port має унікальний 64-бітний ідентифікатор, заданий на час його роботи. N_Port потрібен для того щоб асоціювати точку доступу з ресурсами сайту.
Існують також порти наступних типів:
- E_Port (expansion port) — необхідний для з'єднання мережевих комутаторів.
- F_Port (fabric port) — необхідний для безпосереднього з'єднання порту вузла з комутатором.
- FL_Port (fabric loop port) — необхідний для кільцевого з'єднання порту вузла з комутатором.
- G_Port
- L_Port
- NL_Port

### Комутатори FICON
У топології FICON розрізняються такі типи комутаторів:
- Вхідний комутатор, безпосередньо зв'язує FICON канал з цільовим контролером чи іншим комутатором.
- Каскадний комутатор, який з'єднує контролер з вхідним комутатором.

Вхідний і каскадний комутатори з'єднуються міжкомутаторною лінією (Inter-Switch Link або ISL). Кожен комутатор має порти, адресовані 1-байтною адресою.

### Комутоване матриця
Кілька з'єднаних комутаторів утворюють комутовану матрицю (Switched Fabric), до якої подключаются порти вузлів (N_Port)

### Лінія FC
Порти вузлів і комутаторів з'єднуються між собою через лінію FC (Fibre Channel Link). Лінія FC — це оптичний кабель, що має дві жили: одну для передачі сигналу і одну для прийому.
Лінія FC може з'єднувати:
- Вузол + Вузол (N_Port + N_Port)
- Вузол + Комутатор (N_Port + F_Port)
- (Кільцеве з'єднання) Вузол + Комутатор (NL_Port + FL_Port)
- Комутатор + Комутатор (E_Port + E_Port)

## Топології і режими FICON
Канал FICON може отримувати доступ до контролерів FICON використовуючи такі топології:
- Точка-Точка
- Перемикна Точка-Точка
- З каскадними комутаторами

FICON канал може функціонувати у наступних режимах:
- FCV (FICON Conversion Mode)
- FC (FICOn Native Mode)
- FCP (FICON Fibre Channel Protocol mode)

Канал FCV призначений для підключення до контролерів зі стандартом ESCON. У цьому випадку FICON-канал підключається до ESCON комутатора через міст FICON-ESCON, встановлений як порт у комутаторі ESCON.
Канал FC є оригінальним FICON каналом і передбачає топології підключення зазначені вище.
Канал FCP заснований на протоколах, розроблених комітетом INCITS, і призначений для підключення до контролерів, функціонуючим по протоколах FCP або SCSI. FCP-протокол є основою при побудові мережі для підключення пам'яті (Storage Area Network або SAN)

## Елементи FICON

### Канал FICON
Для початку виконання операції введення-виведення з заданим пристроєм (представленого спеціальним контрольним блоком UCB, англ. Unit Control Block), програма ініціює запит вводу-виводу, який надходить у чергу запитів контролера відповідного пристрою, використовуючи команду SVC (англ. Supervisor Call) супервізора введення-виведення (IOS). Програма також надає канальну програму (англ. Channel Command Words, CCW) і додатковий параметр у блоці запиту операції ORB (англ. Operation Request Block).
Супервізор розміщує заданий запит у черзі і починає його обслуговування відповідно до пріоритету. IOS запускає команду START SUBCHANNEL (SSCH) з ідентифікатором канальної підсистеми (англ. Subsystem Identification Word, SSID) і ORB як операндами. Канальна підсистема підбирає найбільш підходящий FICON канал і надсилає йому програму каналу, підготовлену додатком. Контролер каналу зчитує дані з пам'яті, адреси яких задаються у CCW (якщо це операція виводу), або записує дані в пам'ять (при операції вводу), надає статус операції, і за необхідності ініціює переривання вводу-виводу.
```
FICON упаковує команди z/Архітектури, дані і статуси в інформаційні елементи (Information Units) 
FC-SB-2
 (рівень 
FC-4
).

UIs
 від декількох операцій при передачі на один контролер скалидаются разом на четвертому рівні 
FC
 (фреймінг), а при передачі на різні контролери відповідно розподіляються.
Ці фрейми другого уроня (всместе з ув'язненими в них 
FC-SB-2 IUs'
) кодуються і раскодіровуются на першому рівні 
FC
 (рівні кодування) і посилаються на або приймаються від першого рівня 
 'FC
 (волоконно-оптичного середовища).
```

### Ланцюжки CCW
Здатність CCW складатися в ланцюжка істотна відмінність FICON від ESCON. Канал ESCON, передаючи CCW на контролер, змушений чекати статусу завершення роботи та устаткування (Channel End / Device End або CE / DE) після передачі кожної CCW. FICON ж підтримує передачу ланцюжків CCW без очікування CE / DE після виконання кожної CCW, очікуючи CE / DE тільки після виконання всього ланцюжка.

## Програмне забезпечення
Операційні системи, що підтримують FICON:
- Z/OS
- Z/VM
- VSE
- TPF
- Z/Linux